# Acacia bidentata
Acacia bidentata é uma espécie de leguminosa do gênero Acacia, pertencente à família Fabaceae.